# Попов, Алексей Владимирович
Алексе́й Влади́мирович Попо́в (род. 19 апреля 1961) — российский дипломат, чрезвычайный и полномочный посол Российской Федерации в Гвинее с 23 июня 2023 года. Чрезвычайный и полномочный посланник 1 класса (2024).

## Биография
Окончил Московский государственный институт международных отношений (МГИМО) МИД СССР (1983). На дипломатической работе с 1983 года. Владеет вьетнамским, французским и английским языками.
- В 2004—2006 годах — начальник отдела в Генеральном секретариате (департаменте) МИД России.
- В 2006—2011 годах — советник-посланник Посольства России в Сенегале.
- В 2011—2012 годах — начальник отдела в Генеральном секретариате (департаменте) МИД России.
- В 2012—2015 годах — заместитель директора Третьего департамента Азии МИД России.
- В 2015—2021 годах — генеральный консул Российской Федерации в Хошимине (Вьетнам).
- С 23 июня 2023 года — чрезвычайный и полномочный посол Российской Федерации в Гвинее[1].
- С 4 июля 2023 года — чрезвычайный и полномочный посол Российской Федерации в Сьерра-Леоне по совместительству[2].

## Дипломатический ранг
- Чрезвычайный и полномочный посланник 2 класса (17 декабря 2008)[3].
- Чрезвычайный и полномочный посланник 1 класса (13 февраля 2024)[4].

## Награды
- Медаль ордена «За заслуги перед Отечеством» II степени (24 января 2025 года) — за вклад в реализацию внешнеполитического курса Российской Федерации и многолетнюю добросовестную дипломатическую службу[5]